# Italia ai campionati del mondo di atletica leggera 2003
La squadra italiana ai campionati del mondo di atletica leggera 2003, disputati a Parigi dal 23 al 31 agosto, è stata composta da 49 atleti (27 uomini e 22 donne).

## Uomini
| Specialità          | Atleta                                                                   | Turno            | Risultato | Prestazione | Note                                     |
| ------------------- | ------------------------------------------------------------------------ | ---------------- | --------- | ----------- | ---------------------------------------- |
| 200 m               | Alessandro Cavallaro                                                     | Batteria         | Q         | 20"42       | Miglior prestazione personale            |
| 200 m               | Alessandro Cavallaro                                                     | Quarti di finale | Q         | 20"47       |                                          |
| 200 m               | Alessandro Cavallaro                                                     | Semifinale       | Eliminato | 20"59       |                                          |
| 400 m               | Andrea Barberi                                                           | Batteria         | Eliminato | 45"87       |                                          |
| 800 m               | Andrea Longo                                                             | Batteria         | Q         | 1'46"26     |                                          |
| 800 m               | Andrea Longo                                                             | Semifinale       | Q         | 1'46"26     |                                          |
| 800 m               | Andrea Longo                                                             | Finale           | 5º        | 1'45"43     | Miglior prestazione personale stagionale |
| 1 500 m             | Christian Obrist                                                         | Batteria         | Q         | 3'43"01     |                                          |
| 1 500 m             | Christian Obrist                                                         | Semifinale       | Eliminato | 3'41"88     |                                          |
| 110 m ostacoli      | Andrea Giaconi                                                           | Batteria         | q         | 13"69       |                                          |
| 110 m ostacoli      | Andrea Giaconi                                                           | Semifinale       | Eliminato | 13"84       |                                          |
| 3 000 m siepi       | Angelo Iannelli                                                          | Batteria         | Eliminato | 8'36"08     |                                          |
| Maratona            | Stefano Baldini                                                          | Finale           | Bronzo    | 2h09'14"    |                                          |
| Maratona            | Daniele Caimmi                                                           | Finale           | 6º        | 2h09'29"    | Miglior prestazione personale stagionale |
| Maratona            | Alberico Di Cecco                                                        | Finale           | 22º       | 2h13'36"    |                                          |
| Maratona            | Ruggero Pertile                                                          | Finale           | 23º       | 2h13'45"    |                                          |
| Maratona            | Migidio Bourifa                                                          | Finale           | 53º       | 2h21'12"    |                                          |
| Marcia 20 km        | Lorenzo Civallero                                                        | Finale           | 11º       | 1h20'34"    | Miglior prestazione personale            |
| Marcia 20 km        | Michele Didoni                                                           | Finale           | 16º       | 1h21'23"    | Miglior prestazione personale stagionale |
| Marcia 20 km        | Alessandro Gandellini                                                    | Finale           | 21º       | 1h24'45"    |                                          |
| Marcia 50 km        | Marco Giungi                                                             | Finale           | dq        |             | [ 1 ]                                    |
| Salto in alto       | Andrea Bettinelli                                                        | Qualifica        | Eliminato | 2,25 m      |                                          |
| Salto in alto       | Alessandro Talotti                                                       | Qualifica        | Eliminato | 2,25 m      |                                          |
| Salto in alto       | Nicola Ciotti                                                            | Qualifica        | Eliminato | 2,20 m      |                                          |
| Salto con l'asta    | Giuseppe Gibilisco                                                       | Qualifica        | q         | 5,70 m      |                                          |
| Salto con l'asta    | Giuseppe Gibilisco                                                       | Finale           | Oro       | 5,90 m      | Record nazionale                         |
| Salto in lungo      | Nicola Trentin                                                           | Qualifica        | Eliminato | 7,85 m      |                                          |
| Salto triplo        | Fabrizio Donato                                                          | Qualifica        | Eliminato | 16,63 m     |                                          |
| Lancio del disco    | Diego Fortuna                                                            | Qualifica        | Eliminato | 61,46 m     |                                          |
| Lancio del martello | Nicola Vizzoni                                                           | Qualifica        | Eliminato | 75,76 m     |                                          |
| Decathlon           | Paolo Casarsa                                                            |                  | dnf       |             |                                          |
| Staffetta 4×100 m   | Francesco Scuderi Simone Collio Massimiliano Donati Alessandro Cavallaro | Batteria         | Q         | 38"63       |                                          |
| Staffetta 4×100 m   | Francesco Scuderi Simone Collio Massimiliano Donati Alessandro Cavallaro | Semifinale       | Eliminata | 38"93       |                                          |

## Donne
| Specialità             | Atleta                                                                        | Turno     | Risultato | Prestazione | Note                                     |
| ---------------------- | ----------------------------------------------------------------------------- | --------- | --------- | ----------- | ---------------------------------------- |
| 400 m ostacoli         | Monika Niederstätter                                                          | Batteria  | Eliminata | 56"62       |                                          |
| Maratona               | Lucilla Andreucci                                                             | Finale    | 41ª       | 2h38'22"    |                                          |
| Maratona               | Gloria Marconi                                                                | Finale    | 42ª       | 2h38'26"    |                                          |
| Maratona               | Giovanna Volpato                                                              | Finale    | 43ª       | 2h38'38"    |                                          |
| Maratona               | Simona Viola                                                                  | Finale    | 58ª       | 2h54'27"    |                                          |
| Maratona               | Rosaria Console                                                               | Finale    | dnf       |             |                                          |
| Marcia 20 km           | Rossella Giordano                                                             | Finale    | 6ª        | 1h29'14"    | Miglior prestazione personale stagionale |
| Marcia 20 km           | Elisa Rigaudo                                                                 | Finale    | 10ª       | 1h30'34"    | Miglior prestazione personale stagionale |
| Marcia 20 km           | Elisabetta Perrone                                                            | Finale    | dnf       |             |                                          |
| Salto in alto          | Antonella Bevilacqua                                                          | Qualifica | Eliminata | 1,85 m      |                                          |
| Salto in lungo         | Fiona May                                                                     | Qualifica | q         | 6,57 m      |                                          |
| Salto in lungo         | Fiona May                                                                     | Finale    | 9ª        | 6,46 m      |                                          |
| Salto triplo           | Magdelín Martínez                                                             | Qualifica | Q         | 14,73 m     |                                          |
| Salto triplo           | Magdelín Martínez                                                             | Finale    | Bronzo    | 14,90 m     | Record nazionale                         |
| Salto triplo           | Barbara Lah                                                                   | Qualifica | Q         | 14,25 m     |                                          |
| Salto triplo           | Barbara Lah                                                                   | Finale    | 6ª        | 14,38 m     | Miglior prestazione personale            |
| Salto triplo           | Simona La Mantia                                                              | Qualifica | Eliminata | 14,05 m     |                                          |
| Getto del peso         | Assunta Legnante                                                              | Qualifica | q         | 17,97 m     |                                          |
| Getto del peso         | Assunta Legnante                                                              | Finale    | 8ª        | 18,28 m     |                                          |
| Lancio del martello    | Ester Balassini                                                               | Qualifica | Eliminata | 64,77 m     |                                          |
| Lancio del martello    | Clarissa Claretti                                                             | Qualifica | Eliminata | 62,19 m     |                                          |
| Lancio del giavellotto | Claudia Coslovich                                                             | Qualifica | q         | 59,57 m     |                                          |
| Lancio del giavellotto | Claudia Coslovich                                                             | Finale    | 7ª        | 59,64 m     |                                          |
| Eptathlon              | Gertrud Bacher                                                                |           | 6ª        | 6166 p.     | Miglior prestazione personale stagionale |
| Staffetta 4×400 m      | Danielle Perpoli Monika Niederstätter Maria Teresa Schutzmann Virna De Angeli | Batteria  | Eliminata | 3'32"00     | [ 2 ]                                    |